# Khước Chính
Khích Chính (chữ Hán: 郤正, ? – 278), có tài liệu chép là Khước Chính (却正), một số bản dịch là Khước Chánh, tự Lệnh Tiên, người Yển Sư, Hà Nam, quan viên nhà Thục Hán thời Tam Quốc.

## Cuộc đời và sự nghiệp
Ông nội của Chính là Khích Kiệm, cuối thời Hán Linh Đế làm Thứ sử Ích Châu, bị quân nổi dậy Khăn Vàng giết chết. Cha là Khích Ấp, vì Trung Nguyên đại loạn nên vẫn ở lại đất Thục, làm tướng quân dưới quyền Mạnh Đạt, theo Đạt hàng Ngụy, làm Trung thư lệnh sử.
Khích Chính vốn tên Toản, từ nhỏ cha mất, mẹ tái giá, nên phải sống tự lập, tuy nghèo nhưng hiếu học, đọc khắp các sách. Khi trưởng thành nhờ văn tài, được vào triều làm Bí thư lại, chuyển làm Lệnh sử, thăng chức Lang, rồi làm Lệnh. Khích Chính tính lạnh nhạt với vinh lợi, nhưng ưa thích văn chương, đương thời sách gì nổi tiếng, có thể tìm thấy ở Ích Châu, dù vất vả đến đâu cũng tìm đọc cho bằng được. Khích Chính ở triều đình Thục Hán 30 năm, gặp gỡ hoạn quan Hoàng Hạo từ lúc ông ta còn thấp kém, đến khi Hạo lộng quyền; không được Hạo ưa thích, cũng không bị ganh ghét; tuy lương bổng không quá 600 thạch một năm nhưng tránh được những thứ gây phiền não.
Năm 263, Khích Chính nhận lệnh viết thư xin hàng gửi tướng Ngụy là Đặng Ngải. Năm sau, Hậu Chủ Lưu Thiện theo Tư Mã Chiêu về Lạc Dương, khi ấy tình hình hỗn loạn, lòng người hoang mang, chỉ có Khích Chính và Điện trung đốc Trương Thông (người Nhữ Nam), bỏ lại vợ con, đi theo hầu vua cũ. Trên đường Hậu Chủ được Chính chỉ dẫn, hành vi không có lầm lỡ nào, nên than thở rằng biết nghe ông thì đã muộn; người đương thời khen ngợi Chính vì việc này.
Ở Lạc Dương, Khích Chính được ban tước Quan nội hầu, trong những năm Thái Thủy nhà Tấn được nhận chức An Dương lệnh, rồi được thăng Thái thú Ba Tây. Năm 273, có chiếu thư rằng: Chính xưa ở Thành Đô, giữa buổi nhiễu nhương mà vẫn giữ nghĩa, không mất trung tiết, đến khi được dùng, tận tâm làm việc, có thành tích trị lý, nên lấy Chính làm Ba Tây thái thú.
Năm 278, Chính mất, để lại trước tác có vài trăm thiên văn chương.